# Mundo Canibal
Mundo Canibal foi um site brasileiro de animações em Macromedia Flash criado pelos irmãos Ricardo Piologo e Rodrigo Piologo juntamente com Rogério Vilela, desenvolvido pelo estúdio Fábrica de Quadrinhos. Seus personagens mais famosos são "Carlinhos" (criado por Rodrigo Piologo em 1994, porém na época, os Irmãos Piologo não tinham onde mostrar seu trabalho e com a chegada definitiva da internet em 1995, foi o momento de colocarem no ar o seu 1° site, o “carlinhos.hpg.com.br”, e só depois em 1998 que o site se tornou "Mundo Canibal" após a união dos irmãos com a equipe da Fábrica de Quadrinhos), "Sr. Donizildo", "Pastor Metralhadora", "Chuq Nóia" e "Treco", o narrador bêbado. Suas animações possuem caráter humorístico, muitas vezes de humor negro, podendo até causar a morte de alguns personagens. Além das animações, o site possui a seção "YouTOBA" (paródia escrachada do site YouTube), na qual produziram os vídeos "Vídeo CaceTOBAS", "Os Pastores Super Poderosos / Religiosos Super Poderosos", "ParTOBA", "As Pessoas Mais Inteligentemente Burras da Terra" e o "Irmãos Piologo Games" (antigo "Mundo Canibal Games"). O site inclui paródias de produtos comerciais, como a "Avaiana de Pau". Com o passar do tempo, o site começou a enfrentar problemas em termos funcionais e de design (como havia surgido nos anos 90, nos primórdios da web, sua configuração ainda era rudimentar). Com o surgimento e popularização do YouTube entre 2005 e 2006, muito do material do site acabou sendo copiado para lá ilegalmente. Mais tarde, os próprios criadores do site acabaram criando um canal e adicionando os vídeos de maneira oficial, até que o canal basicamente acabou substituindo o site, e conteúdos novos iam diretamente para o canal no Youtube.
No início de 2013, foi lançado o Mundo Canibal TV, programa exibido de segunda à sexta, às 21:00, no canal pago Multishow. Em 2014, os irmãos Piologo começaram a fazer participações especiais no programa "Okay Pessoal" do apresentador Otávio Mesquita, trazendo seus personagens e vídeos para a TV aberta.
Em 2014, o Mundo Canibal foi extinto. A explicação dos irmãos Piologo é que os sócios do canal (Irmãos Piologo e Rogério Vilela) seguiram rumos diferentes e assim surgiram dois canais, um dos Irmãos Piologo e o outro do Rogério Vilela (hoje apresentador, produtor e diretor do podcast Inteligência Ltda). A princípio era para o canal dos Irmãos Piologo apresentar apenas conteúdo novo, mas com o passar do tempo, as animações clássicas foram sendo retiradas do antigo canal e acrescentadas no novo, muitos deles com o logotipo que remetia ao antigo canal alterado pelo fato de Vilela ter os direitos do nome "Mundo Canibal", apesar disso, a amizade dos três sempre permaneceu.

## Quadrinhos
Entre 2008 e 2009, o Mundo Canibal teve uma revista em quadrinhos em 3 edições editada pela Mythos Editora. Em 2010, teve uma nova publicação em formatinho (13,5 x 20,5 cm) publicada pela Devir Livraria em conjunto com a Nova Sampa. Devido a poucas vendas, as revistas foram canceladas.

## Games
Os desenvolvedores do site (incluindo a era pós-Mundo Canibal "Irmãos Piologo") começaram a criação de jogos e aplicativos para celulares e tablets(Android e iOS), entre os quais Crente Crush (paródia de Candy Crush), Flappy Rola, Torre para CHESSUS, Super Troll Games, A TRETA dos Irmãos Piologo, Mundo Canibal Apocalipse e Desafios Impossíveis Chuq Nóia.

## Lista de episódios

### Avaiana de Pau e CIA
| # | Título                                        | Episódios |
| --- | --------------------------------------------- | --------- |
| 01 | "Avaiana de Pau"                              | 2004      |
| A Avaiana de Pau, o produto que os pais usam pra "educar" as "quianças".                                                          |                                               |           |
| 02 | "Vassourada de Aço"                           | 2004      |
| Vassourada de Aço, o produto que as pessoas usam pra "educar" seus bichinhos.                                                     |                                               |           |
| 03 | "Big Avaiana de Pau Brasil"                   | 2005      |
| No BBB o Sammy vai ter que enfrentar todos os competidores do programa para ser o campeão!                                        |                                               |           |
| 04 | "Travesseiro de Preda"                        | 2005↑     |
| As 'quianças' agoram dão uma lição em seus papais com o Travesseiro de Preda.                                                     |                                               |           |
| 05 | "Avaiana de Pano"                             | 2006      |
| Os papais tem que se modernizar e saber como "educar" as quianças com a mais nova Avaiana de Pano.                                |                                               |           |
| 06 | "Sandalhita de Ripa"                          | 2006      |
| Los papás "educan" a sus hijos con la Sandalia Ripa, en español.                                                                  |                                               |           |
| 07 | "Sempi Kocalcoólica"                          | 2006      |
| Um musical do Treco, o narrador do Mundo Canibal sobre uma noitada sua com a Kocalcoólica.                                        |                                               |           |
| 08 | "Biribinha Atômica"                           | 2006      |
| A biribinha mais divertida pras 'quianças'. Animação vencedora do Prêmio de Melhor Filme da Mostra Nacional do 2° Granimado 2007. |                                               |           |
| 09 | "Podre Shop"                                  | 2007      |
| 10 | "Cinto de Segurança do Mundo Canibal"         | 2008      |
| 11 | "Robô 800.000: O Novo Amigo do Cão"           | 2008      |
| 12 | "Treinamento Cavalo Power"                    | 2008      |
| 13 | "Avaiana de Pau - Edição Especial de 10 Anos" | 2009      |
| 14 | "Produtos de C# é Rolla"                      | 2009      |
| 15 | "Remédio Piripaque"                           | 2009      |
| 16 | "Novos Produtos Podre Shop"                   | 2009      |
| 17 | "Podre Shop - Higiene Pessoal"                | 2010      |
| 18 | "Bonecos Preconceito"                         | 2010      |
| 19 | "Podre Shop - Presentes de Natal"             | 2010      |
| 20 | "Podre Shop - Nova Geração"                   | 2011      |
| 21 | "Ovos de Páscoa do Mundo Canibal"             | 2011      |
| 22 | "NexCéu - O Rádio da Outra Vida"              | 2013      |
| 23 | "Galinha Piroquinha"                          | 2013      |
| 24 | "Avaiana de Pau 2 - 10 Anos Depois"           | 2014      |
| 25 | "Angry Piologo Birds"                         | 2016      |
| 26 | "PokeMongo GO"                                | 2016      |
| 27 | "Bolsonarinho, O Brinquedinho Assassino"      | 2019      |
| 28 | "Lulinha, O Boneco Inocente"                  | 2020      |
| 29 | "Boneco Tetudo"                               | 2020      |

30    "Avaiane de Plume - A Avaiane dos Mimimi"                            2021
31   "Barba, a Boneca Menine e Sensação do Momento"  2023

### Beto, O Magnífico(ou intitulado como "O Fabuloso Beto, O Magnífico")
| #                                                                                        | Título                                 | Data de estreia |
| ---------------------------------------------------------------------------------------- | -------------------------------------- | --------------- |
| 01                                                                                       | "Mágica da Corda"                      | 1998            |
| O incrível Beto monstra sua habilidades incríveis para fazer a mágica da corda!          |                                        |                 |
| 02                                                                                       | "Show do Elézio"                       | 1998            |
| O palhaço Elézio faz sua estréia no circo do Beto com sua incrível performance no palco. |                                        |                 |
| 03                                                                                       | "As Pombas Flamejantes"                | 2000            |
| 04                                                                                       | "Mágica da Transformação"              | 2001            |
| 05                                                                                       | "A Mágica do Troca-Troca"              | 2002            |
| 06                                                                                       | "Mágica da Levitação!"                 | 2002            |
| 07                                                                                       | "Natal - De Treta para Palhaço Elézio" | 2002            |
| 08                                                                                       | "Mágica da Ressuscitação"              | 2005            |

### Boby Psicótico
| #  | Título                                     | Data de estreia |
| -- | ------------------------------------------ | --------------- |
| 01 | "Boby Psicótico"                           | 2002            |
| 02 | "Boby Psicótico 2"                         | 2002            |
| 03 | "A Namorada do Boby Psicótico"             | 2002            |
| 04 | "Natal - De Boby Psicótico para Gueizinhu" | 2002            |
| 05 | "Halloween do Boby Psicótico"              | 2004            |
| 06 | "Boby Psicótico - O Retorno de Gueizinhu"  | 2005            |
| 07 | "Bolacha Recheada"                         | 2006            |
| 08 | "Barbearia do Boby Psicótico"              | 2006            |
| 09 | "Black Teletubi"                           | 2008            |
| 10 | "Boby Psicótico e a Banda Gaystart"        | 2010            |
| 11 | "Boby Psicótico na Feira de Anime"         | 2011            |
| 12 | "Boby Psicótico e Drogy Guaraná"           | 2015            |
| 13 | "Boby Psicótico - Encantador de Animais"   | 2020            |

### Bonequicha
| #  | Título                                       | Episódios |
| -- | -------------------------------------------- | --------- |
| 01 | "Bonequicha - A Boneca Bich@"                | 2003      |
| 02 | "Bombequicha - A Boneca Bombada e Bich@"     | 2004↑     |
| 03 | "Bonequicho - O Namorado da Bonequicha"      | 2006      |
| 04 | "Relógio Cuca - O Relógio da Bonequicha"     | 2007      |
| 05 | "Babyquicha - A Filha da Bonequicha"         | 2007      |
| 06 | "Maconhericha - A Boneca Maconheir@ e Bich@" | 2009      |

### Canibytes
| #  | Título                                  | Episódios |
| -- | --------------------------------------- | --------- |
| 01 | "Nova Indigestão"                       | 2000      |
| 02 | "Gordo Bobo"                            | 2002      |
| 03 | "Natal - De Papai Noel para Gordo Bobo" | 2002      |
| 04 | "The Fat is Crazy! Oh My GOD!!!"        | 2006      |

### Carlinhos
| #  | Título                               | Episódios |
| -- | ------------------------------------ | --------- |
| 01 | "Carlinhos Trabalha no MerD. Merda"  | 1998      |
| 02 | "Telemongos"                         | 1999      |
| 03 | "Pokemerda"                          | 1999      |
| 04 | "Bosta Wars"                         | 1999      |
| 05 | "Bostman"                            | 2000      |
| 06 | "Dragon Bosta Zé"                    | 2000      |
| 07 | "O Natal de Carlinhos"               | 2000      |
| 08 | "Família Feliz"                      | 2001      |
| 09 | "Digimulas"                          | 2001      |
| 10 | "MerD. Merda 2 - Funcionário do Mês" | 2002      |
| 11 | "Carlinhos em 3T"                    | 2002      |
| 12 | "As Carlinhas Super Podrerosas"      | 2002      |
| 13 | "Curk - Teaser Trailer"              | 2002      |
| 14 | "Curk - Trailer e Filme"             | 2003      |
| 15 | "Exterminador do Cu Duro"            | 2003      |
| 16 | "Mertrix - Recagando"                | 2003      |
| 17 | "Telemongos - Mortal de Costas"      | 2004      |
| 18 | "Bosta Wars III"                     | 2005      |
| 19 | "Carlo Esponja Calça Cagada"         | 2006      |
| 20 | "Donkey Korno"                       | 2006      |
| 21 | "Carlinhos e a Privada Falante"      | 2009      |
| 22 | "Carlinhos - Cafézes da Manhã"       | 2010      |
| 23 | "iT Encontra Carlinhos"              | 2019      |

### Chuq Nóia
| #  | Título                                          | Episódios |
| -- | ----------------------------------------------- | --------- |
| 01 | "Chuq Norris"                                   | 2006      |
| 02 | "Atirei a Avaiana de Pau no Gato com Chuq Nóia" | 2007      |
| 03 | "Preistachion 13 do Chuq Nóia"                  | 2008      |
| 04 | "Biatômico Fontora com Chuq Nóia"               | 2009      |
| 05 | "Toy Destrói 13"                                | 2010      |
| 06 | "Chuq Nóia nas Séries de TV"                    | 2011      |
| 07 | "Stiven Sigal VS Chuq Nóia"                     | 2011      |
| 08 | "Os Aposentados - Curtinhas do Chuq Nóia"       | 2012      |
| 09 | "Chuq Nóia - O Grande Dia da Testemunha de G."  | 2014      |
| 10 | "Campeonato de Cagada e PintoCóptero"           | 2014      |
| 11 | "Páscoa com Chuq Nóia"                          | 2015      |

### Cotoco
| #  | Título                                           | Episódios |
| -- | ------------------------------------------------ | --------- |
| 01 | "Cotoco"                                         | 2008      |
| 02 | "Cotoco Aprontando Peripércias"                  | 2008      |
| 03 | "Discovery Cotoco Channel"                       | 2009      |
| 04 | "O Desejo de Cotoco Para 2012 (Para o Ano Novo)" | 2011      |

### Deforméd Baby
| #  | Título                   | Episódios |
| -- | ------------------------ | --------- |
| 01 | "Papinha"                | 1999      |
| 02 | "Piscina"                | 1999      |
| 03 | "Piquenique"             | 2000      |
| 04 | "Praia"                  | 2000      |
| 05 | "Natal Encantado"        | 2000      |
| 06 | "Um Dia de Babá"         | 2002      |
| 07 | "Dodói"                  | 2002      |
| 08 | "Festa Junina Divertida" | 2002      |
| 09 | "Deforméd Aranha"        | 2002      |
| 10 | "Macumbéd Baby"          | 2002      |
| 11 | "O Herói do Dia?"        | 2004      |

### Família Donizildo
| #  | Título                                | Episódios |
| -- | ------------------------------------- | --------- |
| 01 | "Olha Mãe"                            | 2002      |
| 02 | "Olha Mãe 2"                          | 2002      |
| 03 | "Olha Mãe 3 - Final"                  | 2002      |
| 04 | "Vídeokê Olha Mãe"                    | 2002      |
| 05 | "Natal - De Papai Noel para Donizete" | 2002      |
| 06 | "Olha Pai"                            | 2003      |
| 07 | "Festa à Fantasia"                    | 2003      |
| 08 | "Telefone sem Fio"                    | 2005      |
| 09 | "Cartão de Crédito MerdCard"          | 2005      |
| 10 | "Coceira no Toba"                     | 2005      |
| 11 | "Pequeno Delito"                      | 2005      |
| 12 | "Caverna dos Moguerço"                | 2005      |
| 13 | "O Troco"                             | 2006      |
| 14 | "Donizete Sapequinha"                 | 2007      |
| 15 | "Natação das Teta"                    | 2007      |
| 16 | "O Dia em Que a Terra Parou"          | 2008      |
| 17 | "Companheiro Pop-Up"                  | 2008      |
| 18 | "Briga de Galo"                       | 2008      |
| 19 | "Morróida no Drude"                   | 2008      |
| 20 | "Escola de Inglês do Whatahell"       | 2008      |
| 21 | "Sr. Donizildo - Medo de Barata"      | 2008      |
| 22 | "Lava Jaspyon"                        | 2009      |
| 23 | "Sr. Donizildo e a Sacola Ecológica"  | 2011      |
| 24 | "Whatahell Prostituto"                | 2012      |

### Toscos
| #  | Título                     | Episódios |
| -- | -------------------------- | --------- |
| 01 | "Aparição de Toalete Girl" | 1998      |
| 02 | "O Banho Espiritual"       | 1999      |
| 03 | "DVD dos Toscos"           | 2000      |
| 04 | "Desfile de Modiss!"       | 2000      |
| 05 | "Casa Nova"                | 2001      |
| 06 | "Jabuga na Merda"          | 2001      |
| 07 | "Lecão no Pesque e Cague"  | 2001      |
| 08 | "Vale Tudo dos Toscos"     | 2001      |
| 09 | "A Fada do Denti Pôdi"     | 2005      |
| 10 | "Piercing na Língua"       | 2006      |

### Pastor Metralhadora
| #  | Título                                                | Episódios |
| -- | ----------------------------------------------------- | --------- |
| 01 | "Curtinhas do Pastor Metralhadora - Festa Junina"     | 2012      |
| 02 | "Chael Sônia VS Andersinho Silva"                     | 2012      |
| 03 | "Curtinhas do Pastor Metralhadora - Assalto"          | 2012      |
| 04 | "Curtinhas do Pastor Metralhadora - Olimpíadas"       | 2012      |
| 05 | "Pastor Metralhadora - O Fim do Mundo"                | 2012      |
| 06 | "Pastor Metralhadora e o Milagre da Cegueira"         | 2013      |
| 07 | "Pastor Metralhadora e o Milagre da Purificação"      | 2013      |
| 08 | "Pastor Metralhadora - Videogame Coisa do Capeta"     | 2013      |
| 09 | "Pastor Metralhadora - Salvando o Ai! Para!"          | 2013      |
| 10 | "Crente Crush do Pastor Metralhadora"                 | 2013      |
| 11 | "Truco do WhatZap - Curtinhas do Pastor Metralhadora" | 2014      |
| 12 | "GPS do Pastor Metralhadora"                          | 2016      |
| 13 | "Pastor Metralhadora Exorciza CaiSHIT"                | 2022      |

### PêFêGôs
| #  | Título                      | Episódios |
| -- | --------------------------- | --------- |
| 01 | "Apresentação"              | 1998      |
| 02 | "Chapeuzinho Guayzero"      | 1999      |
| 03 | "Homo-Aranha"               | 2000      |
| 04 | "Super Gay"                 | 2001      |
| 05 | "Vi@do da Tazmânia"         | 2001      |
| 06 | "Sexta-Feira 24 - Gayson"   | 2001      |
| 07 | "A Mutação - Novos Pêfêgôs" | 2003      |

### Tomelirolla
| #  | Título                                         | Episódios |
| -- | ---------------------------------------------- | --------- |
| 01 | "Tomelirolla, O Gordinho Tar@do"               | 2007      |
| 02 | "Tomelirolla - A Reação de Chuq Nóia"          | 2007      |
| 03 | "O Natal de Tomelirolla"                       | 2007      |
| 04 | "Tomelirolla na Festa Rave"                    | 2008      |
| 05 | "Tomelirolla em Heternia"                      | 2008      |
| 06 | "Tomelirolla na Festa de Peão"                 | 2009      |
| 07 | "Tomelirolla no Templo do Pastor Metralhadora" | 2011      |
| 08 | "Flappy Rol@ - O Jogo do Tomelirolla"          | 2014      |
| 09 | "Tomelirolla no Mundo do VirgemCraft"          | 2016      |
| 10 | "Produtos Especiais Tomelirolla"               | 2018      |
| 11 | "Mecânica Simas Turbo - A Melhor da Galáxia"   | 2019      |

### Usama Bin Laden
| #  | Título                                  | Episódios |
| -- | --------------------------------------- | --------- |
| 01 | "Natal em N.Y."                         | 2001      |
| 02 | "Bushit Contra Ataca"                   | 2002      |
| 03 | "Osama Reconciliação"                   | 2002      |
| 04 | "Prisioneiros de Sattam"                | 2002      |
| 05 | "Família Bomba"                         | 2006      |
| 06 | "As Aventuras de Osama no Fundo do Mar" | 2011      |

### Vídeo Lixo
| 01#                                              | Título"O Homem do Saco"                               | ios  |
| ------------------------------------------------ | ----------------------------------------------------- | ---- |
| 01                                               | "O Homem do Saco"                                     | 2001 |
| 02                                               | "Cachorra Menstruad@"                                 | 2001 |
| 03                                               | "Teta"                                                | 2002 |
| Animação inteiramente feita por Ricardo Piologo. |                                                       |      |
| 04                                               | "O Treta"                                             | 2002 |
| 05                                               | "Homem Dúvida?"                                       | 2002 |
| 06                                               | "Tartaruga Marinha Dig Dig"                           | 2003 |
| 07                                               | "Perna de Pau Futebol Clube X Japão"                  | 2004 |
| 08                                               | "Perna de Pau Futebol Clube X Estados Unidos"         | 2004 |
| 09                                               | "Tu Crusi Mortal Conlateral"                          | 2004 |
| 10                                               | "A Cruzzada"                                          | 2005 |
| 11                                               | "Nouass, O Pintinho que não Tinha Toba"               | 2005 |
| 12                                               | "Noudead, O Milagre da Vida"                          | 2005 |
| 13                                               | "Cazas Bahiano"                                       | 2005 |
| 14                                               | "Direitêro"                                           | 2006 |
| 15                                               | "E Agora José?"                                       | 2007 |
| 16                                               | "Treco - O Narrador do Mundo Canibal"                 | 2007 |
| 17                                               | "Whatahell EMO e o Treta"                             | 2007 |
| 18                                               | "Monstro Jackson - Ataque de Epilepsia"               | 2007 |
| 19                                               | "José is Back"                                        | 2007 |
| 20                                               | "Pomba, o Rato que Avua"                              | 2008 |
| 21                                               | "Juão ROMBU no Supermercado"                          | 2008 |
| 22                                               | "Maloqueiro Pô Pai - Caçador de Crocodilo"            | 2008 |
| 23                                               | "A Verdade Sobre o Morto Jackson"                     | 2009 |
| 24                                               | "José e o Nenê"                                       | 2009 |
| 25                                               | "A Animação Mais Curta do Mundo"                      | 2009 |
| 26                                               | "O Natal do Ai Para!"                                 | 2009 |
| 27                                               | "Treco e a Testemunha de Jeovagem"                    | 2010 |
| 28                                               | "Pedophilinho - O Padre S@fadinho"                    | 2010 |
| 29                                               | "Da Hadouken Riu"                                     | 2010 |
| 30                                               | "Ai Para Aeromoça: Empregada de Avião"                | 2010 |
| 31                                               | "Os Gritos da Torcida! Curitcha"                      | 2011 |
| 32                                               | "O Gatinho Rikuku"                                    | 2011 |
| 33                                               | "Natal de Pobre"                                      | 2011 |
| 34                                               | "Novas Séries Animadas do Mundo Canibal"              | 2012 |
| 35                                               | "Fetinho"                                             | 2012 |
| 36                                               | "Degraudo - Não Sabe Falar"                           | 2013 |
| 37                                               | "Degraudo Não Sabe Falar, Na Padaria"                 | 2014 |
| 38                                               | "Pepa Porca - A Pior Amiga do "Basil""                | 2015 |
| 39                                               | "Capitão CrackVerna: Limpando as Drogas das Pessoas"  | 2016 |
| 40                                               | "Degraudo Não Sabe Falar - Infeliz Dia dos Namorados" | 2016 |
| 41                                               | "Zumbinho"                                            | 2017 |
| 42                                               | "Hello Crente"                                        | 2018 |
| 43                                               | "Rombo: O Arrombado"                                  | 2019 |
| 44                                               | "Show do CUringa, Ele só Fala Bosta"                  | 2019 |
| 45                                               | "Bolsonarinho Atleta VS Covid-19"                     | 2020 |
| 46                                               | "O que é PREiNPROPLAYLANS?"                           | 2020 |
| 47                                               | "Maloqueiro Fantasma contra Zueira Junior"            | 2020 |
| 48                                               | "BiciClayton, Metade Homem, Metade Bicicleta"         | 2021 |
| 49                                               | "Moranguinho Menstru@do"                              | 2021 |
| 50                                               | "Kifodi, O Cachorro da Salsicha Gigante Vermelha"     | 2021 |
| 51                                               | "Criminelson, O Criminoso Gago"                       | 2022 |
| 52                                               | "Metáfora da Eleição para Presidente 2022"            | 2022 |

53

54 "MAMAVEVÉCO - O Mamador" 2024

55 "Pintóquio - A História Nunca Contada" 2024

## Controvérsia
Em julho de 2020, os Irmãos Piologo foram condenados a apagar vídeos antigos do Mundo Canibal considerados homofóbicos ("Remédio Piripaque" e "Whatahell Prostituto") e pagar uma multa de R$ 80 mil, mas eles ganharam o processo e não precisaram pagar.